# IMP déshydrogénase
L'inosine monophosphate déshydrogénase (IMPDH) est une oxydoréductase qui catalyse la réaction :
IMP + NAD+ + H2O  {\displaystyle \rightleftharpoons }  XMP + NADH + H+.
Cette enzyme catalyse la réaction déterminante de la biosynthèse de novo du GTP,. Elle est associée à la prolifération cellulaire et, comme telle, figure parmi les cibles des chimiothérapies de certains cancers. Elle présente une structure homotétramérique chez les mammifères et les bactéries ; chez l'homme, deux isoenzymes d'IMPDH ont été identifiées.